# Abu Becre Maomé ibne Ali Almadarai
Abu Becre, Abubacar, Abacar ou Abubequer Maomé ibne Ali Almadarai (Abu Bakr Muhammad ibn Ali al-Madhara'i; 871-16 de janeiro de 957) foi o último representante importante da dinastia burocrática dos Almadarai de oficiais fiscais. Ele serviu como diretor das finanças do Egito e Síria durante o Reino Tulúnida e o Califado Abássida, bem como tornar-se-ia vizir do governante tulúnida Harune (r. 896–904). Mais tarde ocupou alto ofício sob o Reino Iquíxida e tornar-se-ia o regente de facto do emir infante Unujur (r. 946–961)

## Biografia

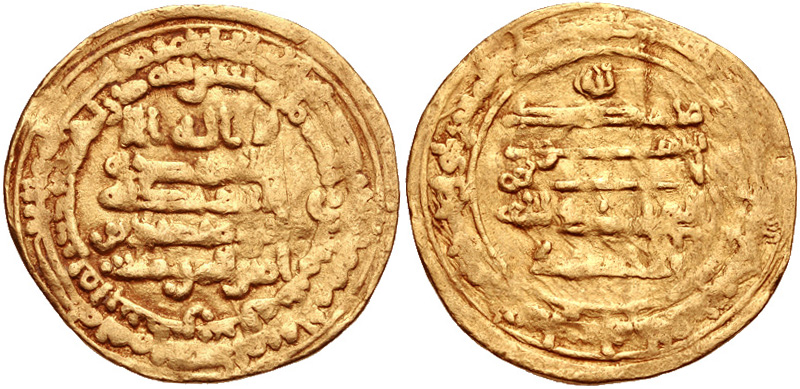
Dinar de ouro do emir iquíxida Maomé ibne Tugueje r.

Nascido em 871, Maomé era o filho de Ali e neto do fundador da família, Abu Becre Amade. Amade foi nomeado chefe das finanças do Egito tulúnida em 879, e seus familiares foram igualmente nomeados para posições seniores na burocracia fiscal. Como seu nisba mostra, a família advém da vila de Madaraia, próximo a Uacite no Iraque inferior. Maomé veio para o Egito em 885, onde seu pai tinha se tornado vizir do governante tulúnida Cumarauai (r. 884–896). Ali nomeou-o diretor auxiliar das finanças. Seu pai foi assassinado junto com o sucessor de Cumaravai, Jaixe, em 896, e Maomé tornar-se-ia vizir do nome governante, Harune (r. 896–904).
Após a derrocada dos tulúnidas e o restabelecimento do controle direto sobre o Egito e Síria pelo Califado Abássida em 904-905, Maomé e muitos de seus seguidores foram deportados à capital abássida, Baguedade, enquanto seu tio, Abu Ali Huceine, graças a seus contatos na corte califal, conseguiu sobreviver à mudança de regime tornar-se-ia diretor das finanças do Egito. A família agora estaria envolvida em lutas faccionais entre as principais facções burocráticas de Baguedade, opondo-se ao clã Banu Alfurate. Suas fortunas flutuaram como resultado: em 913, Huceine foi novamente movido à Síria, enquanto Maomé partiu de Baguedade para tomar controle das finanças no Egito, mas ambos foram demitidos em 917, quando os Banu Alfurate readquiriram o vizirado em Baguedade.
Maomé então retirou-se à vida privada na capital egípcia, Fostate. A família já tinha acumulado enorme fortuna através do controle das finanças provinciais, mas Maomé prosseguiu de modo a aumentá-la. Ao mesmo tempo, ele publicamente expressou sua piedade religiosa ao participar do haje anual para Meca todos os anos entre 913 e 934, e distribuiu presentes suntuosos às cidades sagradas de Meca e Medina e seus habitantes. Ele foi renomeado à direção das finanças egípcias em 930, sob o governo de seu amigo Taquim, o Cazar, mas perdeu-o novamente após a morte deste em 933. Na disputa faccional que tragou o Egito após a morte de Taquim, Maomé desempenhou um importante papel, e foi um oponente do filho de Taquim, também chamado Maomé. Em 935, Maomé ibne Tugueje (r. 935–946) foi nomeado governador do Egito pelo vizir abássida Abul Alfaite Alfadle (outro membro dos Banu Alfurate). Embora ibne Tugueje tenha estendido a mão e procurou um acordo amigável, Maomé recusou-se a reconhecer sua nomeação e tentou resistiu seu controle do Egito, mas suas tropas desertaram sem luta.

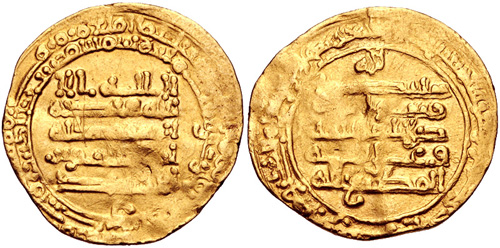
Dinar de Unujur r.

Após a entrada de ibne Tugueje em Fostate em agosto de 935, Maomé escondeu-se, mas quando Abul Alfaite Alfadle abandonou Baguedade e chegou ao Egito em 937, os Almadarai foram presos, e Maomé entregou grande parte de sua fortuna ao tesouro provincial. Após a morte de Abul Alfaite Alfadle em 939, ele foi libertado da prisão e logo readquiriu sua posição e poder na corte iquíxida. Pelo tempo da morte de ibne Tugueje em 946, ele era forte o suficiente para tornar-se o regente de facto de Unujur (r. 946–961), o filho do falecido, mas foi logo derrubado e preso em uma conspiração orquestrada por Jafar, filho de Abul Alfaite Alfadle. Foi libertado em 947 pelo novo homem forte, Cafur, e novamente retirou-se à vida privada. Sua morte em Fostate em 16 de janeiro de 957 encerrou a linhagem dos Almadarai.